# ZEDE
Das Akronym ZEDE steht für Zona de empleo y desarrollo económico (Zone für Beschäftigung und wirtschaftliche Entwicklung). Es bezeichnet ein umstrittenes politisches Projekt in Honduras: Weitgehend autonome Gebiete mit eigenen Gesetzen werden von internationalen Investoren verwaltet.

## Gestaltung
Das Modell beruht auf der Ideologie des Wirtschaftsliberalismus in weitgehend ungezügelter Ausprägung. Ziel ist das Anwerben von Investoren und damit die Schaffung von Arbeitsplätzen. Mehrere solche Zonen sind in Entwicklung oder in Planung, zum Teil in unbewohnten Gebieten, zum Teil auch in Gemeinden, die per Volksentscheid die Umwandlung in eine ZEDE beantragen können. Die Leitung einer jeden Zone obliegt einer oder einem Secretária técnica, die oder der von einem 21-köpfigen Comité para la Adopción de Mejoras Prácticas ernannt wird, dessen Mitglieder vom Präsidenten der Republik bestimmt werden.
Die Zonen sind eine Weiterentwicklung der Regiones Especiales de Desarrollo (RED). Als Vorbild wurden seitens des honduranischen Nationalkongresses die Sonderwirtschafts- und Sonderverwaltungszonen in China und Südkorea ins Feld geführt. Prominentester Protagonist des Konzepts war der Wirtschaftswissenschaftler Paul Romer, der sich allerdings 2012 aus dem Projekt zurückzog.
Die erste Siedlung nach diesem Modell ist Próspera auf der Insel Roatán. Weitere in Entwicklung befindliche ZEDEs sind, Stand August 2021, Morazán, Orquidéa und Mariposa. Es wird erwartet, dass der Staat Honduras über diese Siedlungen 50 Jahre lang keine Souveränität ausübt. Nach Vorhaben der neuen Regierung Honduras, rechtlichen Einfluss über das Territorium zurückzuerlangen, drohte in den USA registrierte Betreiberunternehmen der ZEDE Ende 2022 mit der Forderung einer Milliardenentschädigung vor einem internationalen Schiedsgericht.

## Rechtlicher Rahmen
Die Gesetze zur Ausgestaltung der REDes wurden 2010 und 2011 unter der Präsidentschaft von Porfirio Lobo Sosa beschlossen. Im Oktober 2012 erklärte der oberste Gerichtshof von Honduras die Regiones Especiales für verfassungswidrig. Daraufhin enthob im Dezember 2012 der Nationalkongress mit der Stimmenmehrheit der Regierungspartei Partido Nacional die vier Richter des Amtes, die für die Verfassungswidrigkeit gestimmt hatten. Nach einer Intervention der Vereinten Nationen wurde der oberste Gerichtshof in neuer Besetzung hinzugezogen. Dies mündete in der Ley orgánica de las zonas de empleo y desarrollo económico vom September 2013.

## Kontroverse
Befürworter des Konzepts sehen in Sonderverwaltungszonen eine Triebkraft für wirtschaftliche Prosperität des gesamten Landes. Dazu zählen die honduranische Regierung unter Juan Orlando Hernández und Wirtschaftswissenschaftler wie ursprünglich Paul Romer und in jüngerer Zeit Wissenschaftler von der privaten Universidad Francisco Marroquín. Letztere erhoffen sich davon eine Steigerung des BIP pro Kopf von rund 2.500 USD (2019) auf 36.000 USD im Jahr 2050.
ZEDEs sind jedoch international und in der Bevölkerung umstritten, insbesondere in den betroffenen Gemeinden und Gebieten. Als negative Wirkungen werden genannt:
- Undemokratische Willkür-Verwaltung.[18]
- Ausbeutung der Beschäftigten in prekären Arbeitsverhältnissen.[18]
- Zerstörung der staatlichen Einheit und territorialen Integrität, mit der Auswirkung, dass Bürger von Honduras die ZEDEs nicht frei betreten und verlassen können.[18]
- Landraub an der indigenen Bevölkerung, beispielsweise an den Garifuna auf Roatán.[19]

Juristen wie der Aktivist Joaquín Mejía vertreten den Standpunkt, dass das Projekt gegen die Verfassung von Honduras und gegen internationales Recht verstößt. Staatsgebiet dürfe nicht veräußert werden, ohne dass darüber eine Volksabstimmung stattgefunden habe. Dies sei jedoch nicht geschehen. Auch die ILO-Konvention 169 zum Schutz der Rechte indigener Völker werde verletzt. Die honduranischen Bischöfe lehnten in einer Stellungnahme im Juli 2021 das Konzept und die damit verbundene Gesetzgebung ab. Eine Tochtergesellschaft der Technischen Universität München kündigte im März 2021 ihre Beteiligung auf.
Die seit Anfang 2022 amtierende Präsidentin von Honduras, Xiomara Castro, sprach sich mehrfach gegen die ZEDE aus. Ende 2023 verlasen Angehörige der Regierung Honduras’ und der Progressiven Internationalen (PI) eine Stellungnahme, die das Konzept der ZEDEs verurteilt und zum internationalen Bündnis gegen sie aufruft.
Im Dezember 2023 brach eine ehemalige Mitarbeiterin der Próspera Inc. die Nase einer Gemeinderatsvertreterin der betroffenen Gemeinde Crawfish Rock. Die deutschen Bundestagsabgeordneten Deborah Düring, Susanne Menge und Max Lucks zeigten sich daraufhin besorgt über die Sicherheitslage der Engagierten.